# 湊丈瑠
湊 丈瑠（みなと たける、2001年8月12日 - ）は、日本の俳優。群馬県出身。えりオフィス所属。

## 略歴
2020年、第33回ジュノン・スーパーボーイ・コンテストで明色美顔ボーイ賞受賞。
2021年5月、キューブに所属。7月からC.I.A.に加入。2022年、キューブとの契約終了に伴い、C.I.A.を卒業。
2023年1月から、えりオフィスに所属。同年11月、舞台『鬼神の影法師 -黎明篇-』に出演。翌年の舞台『鬼神の影法師 -玲瓏万華篇-』には天空役で出演した。
2025年、舞台『刀剣乱舞』士伝 真贋見極める眼に石田正宗役で出演する。

## 人物
- 特技はアクロバット（バク転・バク宙）[1]、器械体操[1]、バドミントン[1]、水泳[1]。趣味は音楽鑑賞[1]・スノーボード[1]。 保有資格は普通自動車免許（AT限定）[1]。
- 芸能界を志したきっかけは、映画『るろうに剣心』に出演していた佐藤健を見てかっこいいと思ったため[2][3]。
- ジュノン・スーパーボーイ・コンテストでは特技であるアクロバットを披露[13]。大変だったことの一つに、コンテスト期間中に気胸になってしまい、手術を受け1ヶ月ほど入院したことを挙げている[14]。

## 出演

### 舞台
2023年
- 鬼神の影法師 -黎明篇-（11月 - 12月）

2024年
- 志立彩色学園アイドル科（2月） - 堀之内和也 役
- THE JUDGMENT DAY（3月） - 水越航大 役
- 朗読劇『二階堂優の事件簿～エリーニュエスの断罪～』（4月） - 二階堂那由多 役
- 鬼神の影法師‐玲瓏万華篇‐（6月） - 天空 役
- Gem Fragments―Vrai（8月） - サジェス 役
- ハンドレッドノート〜暗闇に消えた月〜（10月） - 麗蘭百華 役
- あくたーず☆りーぐ さんにんのおうさまのおはなし（11月〈予定〉） - ぼーいず 役

2025年
- ライドカメンズ The STAGE（1月 - 2月） - 高塔雨竜 役
- 劇団『ハイキュー!!』“出逢い”（5月 - 6月） - 孤爪研磨 役
- 舞台『刀剣乱舞』士伝 真贋見極める眼（7月 - 8月）- 石田正宗 役
- ミュージカル『新テニスの王子様』The Fifth Stage（10月 - 11日〈予定〉） - セダ 役

### 映画
- ブルーピリオド（2024年） - クラスメイト 役[28]

### MV
- AliA「animation」（2023年）[29]

### ドラマCD
- ドラマCD『茶水伝承ー火の国ー』 (2025年6月27日発売) - 主演 水野瑞希 役 [30]

### イベント
- ドラマCD『茶水伝承ー火の国ー』発売記念イベント (2025年10月12日 2部のみ参加) [31]